# Yoshihito Nishioka
Yoshihito Nishioka (西岡良仁?, Nishioka Yoshihito; Tsu, 27 settembre 1995) è un tennista giapponese.
In singolare ha vinto tre tornei del circuito maggiore su sei finali disputate, si è aggiudicato alcuni titoli nei circuiti minori e il suo miglior ranking ATP è stato il 24º posto raggiunto nel giugno 2023. Ha esordito nella squadra giapponese di Coppa Davis nel 2015.

## Carriera

### Juniores
A livello giovanile ottiene risultati discreti, arriva alle semifinali dell'Orange Bowl nel 2011 e l'anno dopo si ferma in semifinale agli US Open. Raggiunge il 12º posto nella classifica mondiale juniores nel gennaio 2012.

### 2011-2013, inizi da professionista e primi titoli ITF
Fa il suo esordio tra i professionisti nel circuito Futures ITF nell'ottobre 2011 e al suo secondo torneo raggiunge la finale. Nel 2012 fa le sue prime esperienze nei tornei dell'ATP Challenger Tour. Per conquistare il primo titolo Futures deve attendere il febbraio 2013 e a fine anno ne vince altri due.

### 2014, primo titolo Challenger, top 200 del ranking e medaglia d'oro ai Giochi asiatici
Comincia il 2014 oltre la 400ª posizione del ranking e nel corso della stagione risale rapidamente. Inizia a ottenere buoni risultati nei Challenger, gioca con maggiore frequenza e ad aprile sconfigge il nº 74 del ranking Donald Young al Challenger di Savannah, nella sua prima vittoria su un top 100. A giugno abbandona i Futures dopo averne vinti cinque in singolare e uno in doppio. Ad agosto supera le qualificazioni agli US Open e, al suo debutto nel circuito maggiore, è costretto al ritiro durante l'incontro di primo turno.
La settimana successiva si aggiudica il primo titolo Challenger battendo in tre set Somdev Devvarman nella finale di Shanghai. Con questi risultati entra per la prima volta nella top 200 del ranking. A fine mese conquista la medaglia d'oro in singolare ai Giochi asiatici di Incheon superando in finale il più quotato Lu Yen-hsun ed è medaglia di bronzo in doppio. Con altri buoni risultati nei Challenger, a dicembre porta il best ranking alla 153ª posizione.

### 2015, primi quarti di finale ATP, un titolo Challenger e 117º nel ranking
Eliminato nelle qualificazioni alla sua prima esperienza agli Australian Open, le supera a febbraio al torneo ATP di Delray Beach e vince il suo primo incontro nel circuito maggiore battendo Igor Sijsling, accede ai quarti di finale con il successo su Marinko Matosevic e viene eliminato da Bernard Tomic. Passa le qualificazioni anche al Roland Garros e al primo turno viene sconfitto da Tomáš Berdych. Vince il suo primo incontro in uno Slam agli US Open superando al primo turno il nº 80 ATP Paul-Henri Mathieu e perde quindi contro Thomaz Bellucci.
A settembre fa il suo esordio nella squadra giapponese di Coppa Davis in occasione della sfida vinta 3-2 con la Colombia, viene schierato in doppio assieme a Yasutaka Uchiyama e perdono in 4 set contro gli specialisti Farah / Cabal. Anche quell'anno consegue buoni risultati nei Challenger, e dopo aver disputato 4 semifinali all'ultimo torneo stagionale vince il titolo a Toyota battendo in finale Alexander Kudryavtsev, successo con cui chiude la stagione al 117º posto mondiale, nuovo best ranking.

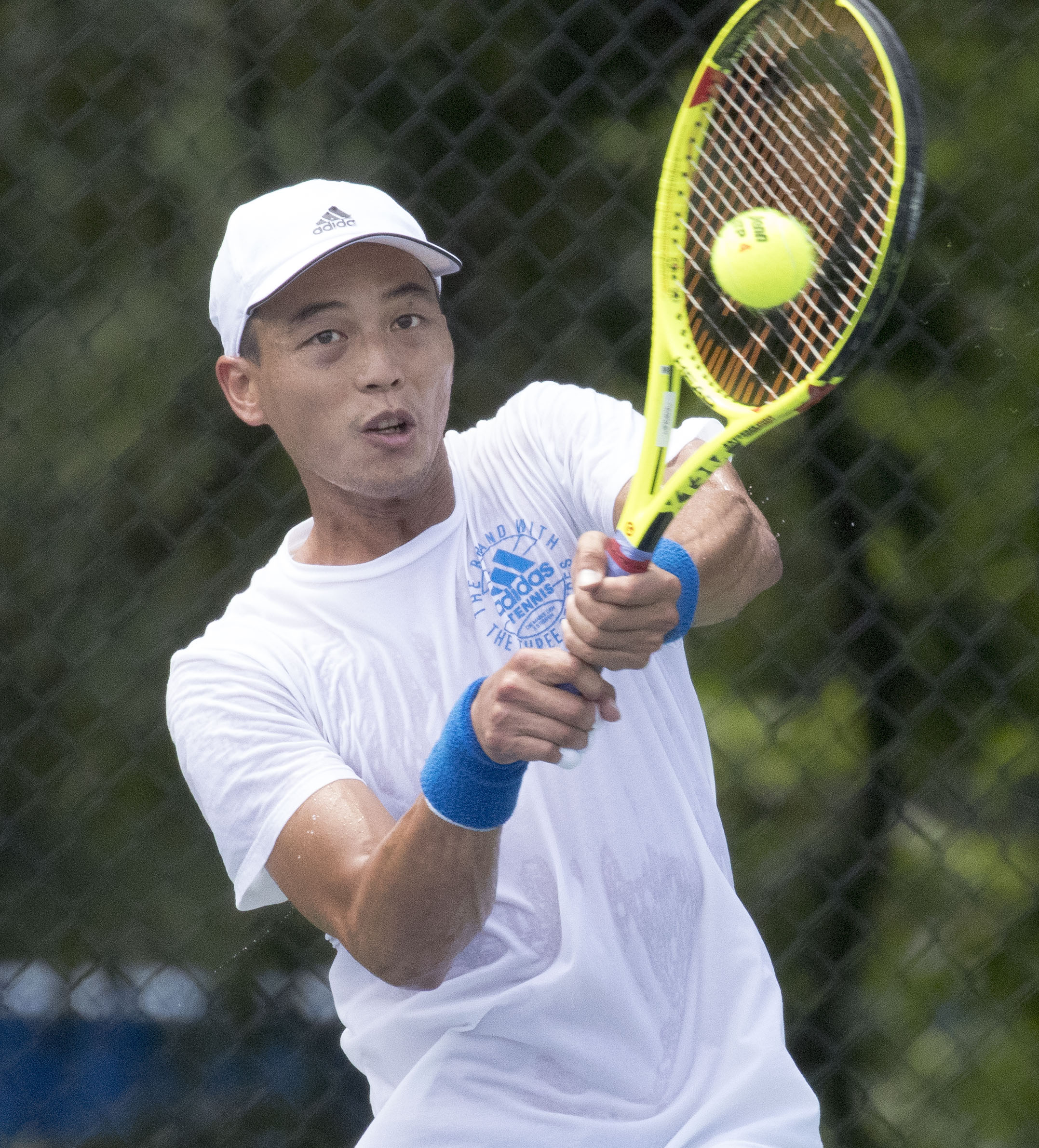
Yoshihito Nishioka a Washington nel 2016

### 2016, prima semifinale ATP, due titoli Challenger e top 100
La buona classifica lo esenta dal partecipare alle qualificazioni agli Australian Open e viene sconfitto all'esordio del tabellone principale, Subito dopo torna a disputare un quarto di finale ATP a Memphis e cede in due set a Sam Querrey. A fine febbraio raggiunge la sua prima finale Challenger in doppio a Cherbourg, gioca in coppia con Aldin Šetkić e vengono sconfitti da Ken e Neal Skupski.
A marzo supera per la prima volta le qualifiche in un torneo Masters 1000 a Miami, dove accede al terzo turno con la vittoria sul nº 23 del mondo Feliciano López e viene sconfitto da Dominic Thiem. Eliminato nelle qualificazioni al Roland Garros, le supera per la prima volta a Wimbledon e viene subito battuto da Serhij Stachovs'kyj.
Fa il suo ingresso nella top 100 con il titolo conquistato a luglio al Challenger di Winnetka. Ad agosto raggiunge ad Atlanta la sua prima semifinale ATP superando nell'ordine Daniel Evans, Aleksandr Dolhopolov e Horacio Zeballos; viene sconfitto per 3-6 al terzo set dal nº 18 del mondo Nick Kyrgios, che si aggiudicherà il titolo. Sale così all'85º posto mondiale e chiude la stagione al 100º dopo aver vinto il Challenger di Astana.

### 2017, quarto turno a Indian Wells, top 60 e infortunio al ginocchio
Nei primi tornei del 2017, tra i quali gli Australian Open, non va mai oltre il secondo turno. A inizio marzo raggiunge i quarti di finale all'ATP 500 di Acapulco, elimina tra gli altri il nº 18 del mondo Jack Sock e viene sconfitto in due set da Rafael Nadal. Si mette in luce anche a Indian Wells spingendosi per la prima volta al quarto turno di un Masters 1000 con i successi sui quotati Ivo Karlovic e Tomáš Berdych, viene eliminato al tie break del set decisivo dal nº 3 del mondo Stan Wawrinka dopo aver vinto il primo parziale; a fine torneo porta il best ranking alla 58ª posizione. Il 24 marzo si rompe il legamento crociato anteriore del ginocchio sinistro durante il match di secondo turno al Miami Masters e deve chiudere la stagione con largo anticipo.

### 2018, crollo nel ranking, primo titolo ATP e rientro nella top 100
Quando rientra nel gennaio 2018 si trova alla 166ª posizione del ranking. Agli Australian Open elimina il nº 29 ATP Philipp Kohlschreiber ed esce di scena al secondo turno. A febbraio si infortuna di nuovo il ginocchio sinistro ma rientra dopo tre settimane. Non ripete gli ottimi risultati di marzo 2019 e ad aprile scende alla 380ª posizione mondiale. Inizia la risalita a maggio vincendo il Challenger di Gimcheon, ma viene eliminato al primo turno al Roland Garros e a Wimbledon. Ad agosto torna a disputare un quarto di finale ATP a Los Cabos grazie al successo sull'emergente Taylor Fritz e viene sconfitto da Fabio Fognini che vincerà il torneo.
Dopo le delusioni patite durante la trasferta americana di fine estate, a fine settembre vince il suo primo titolo del circuito maggiore a Shenzhen partendo dalle qualificazioni. Nel tabellone principale elimina prima Denis Kudla e al secondo turno Denis Shapovalov, al quale annulla due match ball. Ha quindi la meglio su Cameron Norrie e in semifinale sul nº 28 del ranking Fernando Verdasco, e si aggiudica il titolo battendo in finale Pierre-Hugues Herbert con il punteggio di 7-5, 2-6, 6-4. Guadagna 76 posizioni nel ranking e rientra nella top 100. Chiude la stagione al 75º posto dopo aver perso la finale al Traralgon Challenger e le semifinali nei Challenger di Canberra e Kobe.

### 2019, vittoria sul nº 5 del mondo Nishikori e primo quarto di finale in un Masters 1000
Eliminato al primo turno all'esordio stagionale a Brisbane, si spinge fino ai quarti a Sydney e viene sconfitto al tie-break del set decisivo da Diego Schwartzman. Agli Australian Open cede al secondo turno al nº 11 ATP Karen Chačanov. Torna a mettersi in luce al torneo di doppio a Delray Beach raggiungendo la semifinale in coppia con Radu Albot. Arriva di nuovo al quarto turno a Indian Wells, dove elimina tra gli altri il nº 22 del mondo Roberto Bautista Agut ed è costretto al ritiro durante il match con Miomir Kecmanović per un problema alla schiena. Rientra alle gare 5 settimane dopo senza successo a Monte Carlo e anche nei successivi tornei sulla terra battuta raccoglie pochi risultati. Vince però il primo incontro in carriera al Roland Garros e al secondo turno perde al quinto set contro il nº 9 del ranking Juan Martín del Potro. Si ripresenta il problema alla schiena e deve rinunciare ai primi tornei stagionali sull'erba, rientra a Wimbledon ed esce di scena al primo turno.
Dopo un'altra pausa di 4 settimane, debutta nel tour estivo americano raggiungendo il terzo turno a Washington con i successi su Daniel Evans e David Goffin, e viene eliminato da Nick Kyrgios che vincerà il torneo. Ottiene il miglior risultato del 2019 a Cincinnati, dove supera le qualificazioni e al secondo turno del main draw affronta per la prima volta in carriera Kei Nishikori, nº 5 del mondo, e si impone per 7-6, 6-4 nella sua prima vittoria contro un top 10. Ha quindi la meglio su Alex de Minaur e accede per la prima volta ai quarti di un torneo Masters 1000, ma un'indisposizione gli impedisce di giocare il successivo match contro Goffin. Con questi risultati eguaglia il suo best ranking del 2017 al 58º posto mondiale. Non va oltre il secondo turno agli US Open e nei tornei della tournée asiatica. Di rilievo a fine stagione i quarti di finale raggiunti a Stoccolma, dove sconfigge tra gli altri Taylor Fritz, e soprattutto la vittoria sul nº 10 ATP Gaël Monfils nelle fasi finali di Coppa Davis, che non evita al Giappone l'ultimo posto nel girone.

### 2020, una finale ATP e top 50
Apre la stagione all'edizione inaugurale dell'ATP Cup con un bilancio di due vittorie e la sconfitta subita contro Nadal, che sancisce l'eliminazione del Giappone. Raggiunge per la prima volta il terzo turno in uno Slam agli Australian Open con i successi sui top 40 Laslo Đere e Daniel Evans, e raccoglie solo 7 giochi contro Novak Đoković. A febbraio disputa la sua seconda finale del circuito maggiore a Delray Beach, elimina tra gli altri John Millman e Ugo Humbert e viene sconfitto da Reilly Opelka con il punteggio di 5-7, 7-6, 2-6; a fine torneo porta il best ranking alla 48ª posizione. Dopo la lunga pausa del tennis mondiale per la pandemia di COVID-19, rientra a giocare agli US Open e al primo turno vince i primi due parziali contro Andy Murray, spreca un match-point e perde al quinto set. Sconfitto al secondo turno agli Internazionali d'Italia, esce al secondo turno anche al Roland Garros dopo aver eliminato il nº 22 mondiale Félix Auger-Aliassime, che si prende la rivincita su Nishioka nei quarti di finale del Colonia 2.

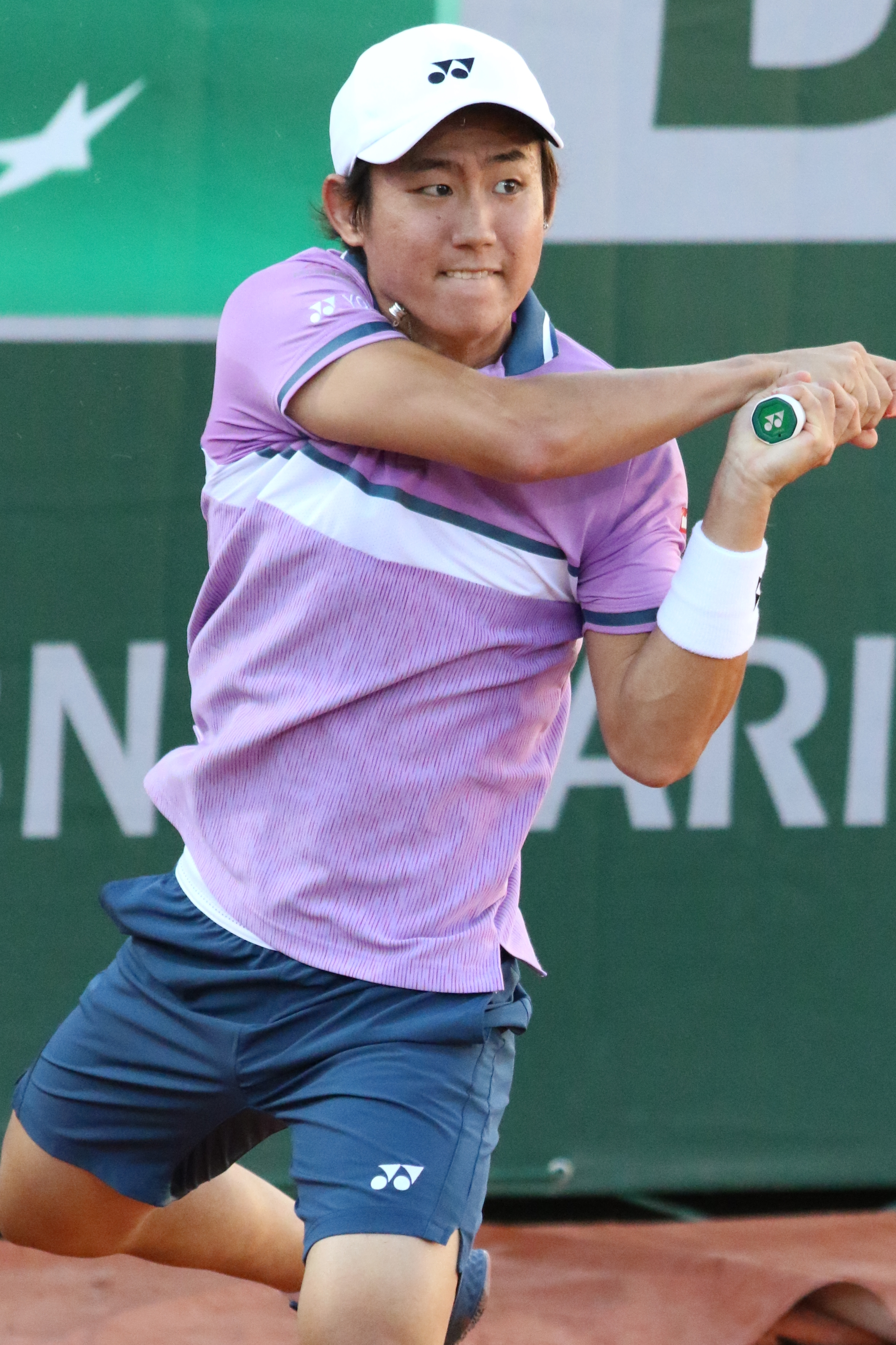
Yoshihito Nishioka al Roland Garros 2021

### 2021, tre volte nei quarti di finale ATP
All'ATP Cup 2021 colleziona due sconfitte in singolare e vince l'unico incontro in doppio. A febbraio, dopo l'uscita al primo turno agli Australian Open raggiunge i quarti a Singapore e perde in due set contro Aleksandr Bublik. Per vincere un incontro deve aspettare maggio, quando supera le qualificazioni a Madrid, elimina quindi il nº 36 del ranking Filip Krajinović e al secondo turno raccoglie solo 2 giochi contro Casper Ruud. A Lione sconfigge nuovamente Monfils e Humbert ed esce di scena nei quarti per mano di Stefanos Tsitsipas che vincerà il torneo.
Anche a Parma perde nei quarti contro il futuro vincitore Sebastian Korda, dopo aver eliminato Sam Querrey e Lorenzo Musetti, che si prende la rivincita al secondo turno del Roland Garros. A Wimbledon supera in 5 set John Isner e al secondo turno Aljaz Bedene gli concede tre soli giochi. Delude le aspettative dei giapponesi al suo debutto olimpico ai Giochi di Tokyo, eliminato al primo turno in singolare e in doppio. Il momento negativo continua vincendo un solo incontro in un tabellone principale a Indian Wells negli ultimi 8 tornei a cui prende parte in stagione, che chiude all'81º posto del ranking.

### 2022, un titolo ATP e top 40
Esce dalla top 100 con le eliminazione al primo turno nei primi tre tornei stagionali, tra cui gli Australian Open. Disputa quindi due finali Challenger consecutive contro Dominic Stricker, vince la prima a Columbus e perde quella di Cleveland. Torna a mettersi in luce nel circuito maggiore verso fine febbraio raggiungendo i quarti ad Acapulco e viene eliminato dal nº 2 del mondo Daniil Medvedev dopo la vittoria sul nº 14 Taylor Fritz, risultati con cui rientra nella top 100. A marzo raggiunge il terzo turno a Miami e perde per 7-5 il set decisivo contro Lloyd Harris. Non raccoglie alcun successo nei tabelloni principali dei tornei ATP su terra battuta ed esce al primo turno anche a Wimbledon.
Torna a disputare una finale ATP ad agosto a Washington due anni e mezzo dopo quella persa a Delrai Beach; supera nei primi quattro turni i top 40 Brooksby, de Minaur, Chačanov ed Evans, e in semifinale concede solo 7 giochi al nº 8 del mondo Rublev. All'atto conclusivo viene sconfitto per 4-6, 3-6 da un ritrovato Nick Kyrgios, reduce dalla finale a Wimbledon. Dopo le premature eliminazioni negli altri tornei disputati sul cemento americano, raggiunge un'altra finale ATP a Seul; non perde set nei primi incontri con Evans e Daniel, e nei quarti consegue una delle più prestigiose vittorie in carriera battendo in tre set il nº 2 del mondo Ruud. Accede alla finale superando in tre set la sorpresa del torneo Aleksandar Kovacevic e si aggiudica il secondo titolo ATP in carriera sconfiggendo Denis Shapovalov con il punteggio di 6-4, 7-6. A fine stagione raggiunge i quarti di finale ad Anversa e il secondo turno al Paris Masters, e chiude il 2023 con il nuovo best ranking alla 36ª posizione mondiale.

### 2023, una semifinale ATP, ottavi di finale in due tornei Slam e 24º nel ranking
Inizia la stagione con il successo al primo turno dell'Adelaide 1 sul nº 11 del mondo Holger Rune, si spinge quindi fino alla semifinale e si ritira durante il match contro Sebastian Korda. Raggiunge per la prima volta il quarto turno in uno Slam agli Australian Open e cede in tre set a Karen Chačanov. Dopo il secondo turno disputato in febbraio a Delray Beach sale al 32º posto mondiale, nuovo best ranking. Eliminato al turno di esordio nei successivi tornei sul cemento americani, torna a conseguire buoni risultati sulla terra battuta raggiungendo il terzo turno a Barcellona e a Madrid. A giugno si spinge fino agli ottavi di finale al Roland Garros, dove cede al terzo set contro Tomás Martín Etcheverry, e la settimana successiva sale al 24º posto mondiale.
Esce al primo turno a Wimbledon e vince uno solo dei sei incontri disputati nella trasferta americana. Torna in evidenza raggiungendo la finale allo Zhuhai Open e viene sconfitto in due set da Chačanov dopo aver eliminato Jan-Lennard Struff e in semifinale Aslan Karacev. I migliori risultati di fine stagione sono i secondi turni raggiunti nei Masters di Shanghai e Parigi-Bercy, dove viene sconfitto rispettivamente da Casper Ruud e Andrej Rublëv. Chiude la stagione in 47ª posizione.

### 2024, un titolo ATP
Inizia la stagione agli Australian Open e perde al primo turno contro il top 10 Holger Rune. Vince poi entrambi i singolari nella sfida di Coppa Davis contro il Libano e non supera il secondo turno nei successivi tornei ATP. Eliminato al primo turno del Roland Garros, esce dopo due anni dalla top 100 e vi fa subito rientro raggiungendo per la prima volta in stagione i quarti di finale all'Eastbourne International, dove cede al tie-break del set decisivo ad Aleksandar Vukic. Inizia la trasferta estiva americana vincendo all'Atlanta Open il suo terzo titolo ATP in carriera, nei quarti elimina la testa di serie nº 3 Frances Tiafoe, che lo aveva sempre sconfitto nei tre match che avevano giocato, e in finale ha la meglio sulla testa di serie nº 4 Jordan Thompson per 4-6, 7-6, 6-2, risultato che gli vale il ritorno nella top 50. Tra le rare vittorie del periodo successivo vi sono quelle nei due singolari di Coppa Davis contro la Colombia e quella sul nº 21 del mondo Félix Auger-Aliassime al primo turno dell'ATP 500 di Tokyo. Si ritira al primo turno del successivo Shanghai Masters, e quando rientra dopo due mesi dà forfait al secondo turno di un Challenger giapponese.

### 2025
Il primo risultato di rilievo nel 2025 sono i due successi in singolare nella vittoriosa qualificazione di Coppa Davis contro la Gran Bretagna. Al successivo Dallas Open elimina in rimonta Frances Tiafoe e si ritira durante il match dei quarti di finale. Nei Masters di Indian Wells e Miami colleziona in totale una sola vittoria. Si ritira dal torneo a Delray Beach dopo aver vinto l'incontro di esordio, rientra dopo oltre un mese e subisce una serie di sconfitte al primo turno nei rari tornei a cui prende parte.

## Statistiche

### Singolare

#### Vittorie (3)
| Legenda              |
| Grande Slam (0)      |
| ATP Finals (0)       |
| ATP Masters 1000 (0) |
| ATP Tour 500 (0)     |
| ATP Tour 250 (3)     |

| N. | Data              | Torneo                                | Superficie | Avversari in finale   | Punteggio        |
| 1. | 30 settembre 2018 | Shenzhen Open, Shenzhen               | Cemento    | Pierre-Hugues Herbert | 7-5, 2-6, 6-4    |
| 2. | 2 ottobre 2022    | Korea Open Tennis Championships, Seul | Cemento    | Denis Shapovalov      | 6-4, 7–6(5)      |
| 3. | 28 luglio 2024    | Atlanta Open, Atlanta                 | Cemento    | Jordan Thompson       | 4–6, 7–6(2), 6–2 |

#### Finali perse (3)
| Legenda              |
| Grande Slam (0)      |
| ATP Finals (0)       |
| ATP Masters 1000 (0) |
| ATP Tour 500 (1)     |
| ATP Tour 250 (2)     |

| N. | Data              | Torneo                                                        | Superficie | Avversario in finale | Punteggio        |
| 1. | 23 febbraio 2020  | Delray Beach International Tennis Championships, Delray Beach | Cemento    | Reilly Opelka        | 5-7, 7–6(4), 2-6 |
| 2. | 7 agosto 2022     | Washington Open, Washington                                   | Cemento    | Nick Kyrgios         | 4-6, 3-6         |
| 3  | 26 settembre 2023 | Zhuhai Championships, Zhuhai                                  | Cemento    | Karen Chačanov       | 6(2)-7, 1-6      |

### Tornei minori

#### Singolare

##### Vittorie (11)
| Legenda tornei minori |
| Challenger (6)        |
| Futures (5)           |

| N.  | Data             | Torneo                                   | Superficie    | Avversario in finale  | Punteggio           |
| 1.  | 10 febbraio 2013 | Mexico F3, Città del Messico             | Cemento       | Marcelo Arévalo       | 6-2, 7–6(4)         |
| 2.  | 14 dicembre 2013 | Chile F11, Quillota                      | Terra rossa   | Andres Molteni        | 7-5, 6-2            |
| 3.  | 21 dicembre 2013 | Chile F12, San Felipe                    | Terra rossa   | Jorge Aguilar         | 6-4, 6-2            |
| 4.  | 16 febbraio 2014 | Usa F5, Sunrise                          | Terra rossa   | Tiago Lopes           | 6-2, 6-3            |
| 5.  | 29 giugno 2014   | Japan F8, Sapporo                        | Terra rossa   | Yasutaka Uchiyama     | 6-4, 6-3            |
| 6.  | 7 settembre 2014 | Shanghai Challenger, Shanghai            | Cemento       | Somdev Devvarman      | 6–4, 6(5)–7, 7–6(3) |
| 7.  | 29 novembre 2015 | Toyota Challenger, Toyota                | Sintetico (i) | Alexander Kudryavtsev | 6–3, 6–4            |
| 8.  | 10 luglio 2016   | Winnetka USTA Pro Championship, Winnetka | Cemento       | Frances Tiafoe        | 6–3, 6–2            |
| 9.  | 26 novembre 2016 | Astana Challenger Capital Cup, Astana    | Cemento (i)   | Denis Istomin         | 6–4, 6(4)–7, 7–6(3) |
| 10. | 13 maggio 2018   | Gimcheon Open, Gimcheon                  | Cemento       | Vasek Pospisil        | 6–4, 7–5            |
| 11. | 30 gennaio 2022  | Columbus Challenger, Columbus            | Cemento (i)   | Dominic Stricker      | 6–2, 6–4            |

##### Sconfitte in finale (6)
| Legenda tornei minori |
| Challenger (2)        |
| Futures (4)           |

| N. | Data              | Torneo                          | Superficie  | Avversario in finale | Punteggio |
| 1. | 29 ottobre 2011   | Usa F28, Birmingham             | Terra rossa | Jason Kubler         | 3–6, 2–6  |
| 2. | 23 settembre 2012 | Mexico F11, Manzanillo          | Cemento     | Darian King          | 0–6, 1–6  |
| 3. | 12 gennaio 2014   | Usa F1, Plantation              | Terra verde | Sekou Bangoura       | 4–6, 2–6  |
| 4. | 19 gennaio 2014   | Usa F2, Sunrise                 | Terra rossa | Kyle Edmund          | 0–6, 3–6  |
| 5. | 28 ottobre 2018   | Traralgon Challenger, Traralgon | Cemento     | Jordan Thompson      | 3–6, 4–6  |
| 6. | 6 febbraio 2022   | Cleveland Challenger, Cleveland | Cemento (i) | Dominic Stricker     | 5–7, 1–6  |

#### Doppio

##### Vittorie (1)
| Legenda tornei minori |
| Challenger (0)        |
| Futures (1)           |

| N. | Data              | Torneo                 | Superficie' | Compagno            | Avversario in finale                      | Punteggio |
| 1. | 29 settembre 2013 | USA F25, Laguna Niguel | Cemento     | Alan Nunez Aguilera | Keith-Patrick Crowley Ashwin Vijayragavan | 6–4, 6–2  |

##### Sconfitte in finale (1)
| Legenda tornei minori |
| Challenger (1)        |
| Futures (0)           |

| N. | Data             | Torneo                          | Superficie' | Compagno     | Avversario in finale     | Punteggio        |
| 1. | 27 febbraio 2016 | Challenger La Manche, Cherbourg | Cemento (i) | Aldin Šetkić | Ken Skupski Neal Skupski | 6–4, 3–6, [6–10] |

## Risultati in progressione
| Sigla | Risultato               |
| ----- | ----------------------- |
| V     | Vincitore               |
| F     | Finalista               |
| SF    | Semifinalista           |
| O     | Oro olimpico            |
| A     | Argento olimpico        |
| SF    | Bronzo olimpico         |
| QF    | Quarti di Finale        |
| 4T    | Quarto turno            |
| 3T    | Terzo turno             |
| 2T    | Secondo turno           |
| 1T    | Primo turno             |
| RR    | Round Robin             |
| LQ    | Turno di qualificazione |
| A     | Assente                 |
| ND    | Non disputato           |

| Legenda superfici    |
| -------------------- |
| Cemento              |
| Terra battuta        |
| Erba                 |
| Superficie variabile |

### Singolare
| Tornei Grande Slam         |               |               |     |               |               |               |               |     |               |               |     |       |
| Australian Open, Melbourne | A             | Q2            | 1T  | 2T            | 2T            | 2T            | 3T            | 1T  | 1T            | 4T            | 1T  | 8–9   |
| Open di Francia, Parigi    | A             | 1T            | Q3  | A             | 1T            | 2T            | 2T            | 2T  | 1T            | 4T            | 1T  | 6–8   |
| Wimbledon, Londra          | A             | Q2            | 1T  | A             | 1T            | 1T            | ND            | 2T  | 1T            | 1T            |     | 1–6   |
| US Open, New York          | 1T            | 2T            | 1T  | A             | 1T            | 2T            | 1T            | 1T  | 1T            | 1T            |     | 2–9   |
| Vittorie–Sconfitte         | 0–1           | 1–2           | 0–3 | 1–1           | 1–4           | 3–4           | 3–3           | 2–4 | 0–4           | 6–4           | 0–2 | 17–32 |
| Giochi olimpici            |               |               |     |               |               |               |               |     |               |               |     |       |
| Giochi olimpici            | Non disputati | Non disputati | A   | Non disputati | Non disputati | Non disputati | Non disputati | 1T  | Non disputati | Non disputati |     | 0–1   |
| Vittorie–Sconfitte         | Non disputati | Non disputati | 0–0 | Non disputati | Non disputati | Non disputati | Non disputati | 0–1 | Non disputati | Non disputati |     | 0–1   |

### Doppio
| Tornei Grande Slam         |               |               |     |               |               |               |               |     |     |     |     |      |
| Australian Open, Melbourne | A             | A             | A   | A             | 1T            | A             | A             | 1T  | 1T  | 2T  | 1T  | 1-5  |
| Open di Francia, Parigi    | A             | A             | A   | A             | 1T            | 2T            | 1T            | 2T  | A   | A   | A   | 2-4  |
| Wimbledon, Londra          | A             | A             | A   | A             | 1T            | A             | ND            | 1T  | A   | A   |     | 0-2  |
| US Open, New York          | A             | A             | A   | A             | 2T            | A             | A             | A   | 2T  | 2T  |     | 3–3  |
| Vittorie–Sconfitte         | 0–0           | 0–0           | 0–0 | 0–0           | 1–4           | 1–1           | 0–1           | 1–3 | 1–2 | 2–2 | 0–1 | 6–14 |
| Giochi olimpici            |               |               |     |               |               |               |               |     |     |     |     |      |
| Giochi olimpici            | Non disputati | Non disputati | A   | Non disputati | Non disputati | Non disputati | Non disputati | A   | ND  | ND  |     | 0–0  |
| Vittorie–Sconfitte         | Non disputati | Non disputati | 0–0 | Non disputati | Non disputati | Non disputati | Non disputati | 0–0 | ND  | ND  |     | 0–0  |

### Vittorie contro giocatori top 10
| Anno     | 2019 | 2020 | 2021 | 2022 | Totale |
| -------- | ---- | ---- | ---- | ---- | ------ |
| Vittorie | 2    | 0    | 0    | 2    | 4      |

| #    | Giocatore     | Rank | Evento                                | Superficie  | Turno | Punteggio     |
| ---- | ------------- | ---- | ------------------------------------- | ----------- | ----- | ------------- |
| 2019 |               |      |                                       |             |       |               |
| 1.   | Kei Nishikori | 5    | Cincinnati Open, Cincinnati           | Cemento     | 2T    | 7–6(2), 6–4   |
| 2.   | Gaël Monfils  | 10   | Coppa Davis, Madrid                   | Cemento (i) | RR    | 7–5, 6–2      |
| 2022 |               |      |                                       |             |       |               |
| 3.   | Andrej Rublëv | 8    | Washington Open, Washington           | Cemento     | SF    | 6–3, 6–4      |
| 4.   | Casper Ruud   | 2    | Korea Open Tennis Championships, Seul | Cemento     | QF    | 6–2, 3–6, 6–2 |